# The Cleaner (série télévisée)
Pour les articles homonymes, voir The Cleaner.
The Cleaner est une série télévisée américaine en 26 épisodes de 42 minutes, créée par Jonathan Prince et Robert Munic et diffusée entre le 15 juillet 2008 et le 15 septembre 2009 sur A&E. 
En France, la série est diffusée depuis le 8 décembre 2010 sur Série Club et depuis le 31 mai 2012 sur M6.

## Synopsis
William Banks, dit « The Cleaner », vient à bout de ses dépendances après la naissance de sa fille. Il va faire un pacte avec Dieu : en échange d'une seconde chance, il s'engage à aider les autres à venir à bout de leurs propres dépendances, aidé d'une équipe peu conventionnelle.

## Fiche technique

### Version française
- Adaptation des dialogues : Laurence Duseyau et Sabrina Boyer (4 épisodes)
- Société de doublage : Libra Films
- Direction artistique : Karine Krettly

## Distribution

### Personnages principaux
- Benjamin Bratt (V. F. : Maurice Decoster) : William Banks
- Grace Park (V. F. : Marie-Ève Dufresne) : Akani Cuesta
- Kevin Michael Richardson (V. F. : Pascal Vilmen) : Darnell McDowell
- Esteban Powell (V. F. : Vincent Ropion) : Arnie Swenton
- Amy Price-Francis (V. F. : Stéphanie Lafforgue) : Mélissa Banks

### Personnages secondaires
- Liliana Mumy (V. F. : Adeline Chetail) : Lula Banks
- Brett DelBuono (V. F. : Yoann Sover) : Ben Banks

Source : DSD (Doublage Séries Database)

## Épisodes

### Première saison (2008)
1. Le Pacte (Pilot)
2. Mauvaise Vague (Rag Dolls)
3. Des voisins presque parfaits (Meet the Joneses)
4. Échecs et Maths (Chaos Theory)
5. L'As du métal (Here Comes The Boom)
6. Personnel et Professionnel (To Catch a Fed)
7. Portrait de famille (House A Pain)
8. L'Âme et la Monture (Let It Ride)
9. La Mort bleue (The 11th Hour)
10. Rebecca (Rebecca)
11. La Cité des anges (Back To One)
12. Quatre Petits Mots (Five Little Words)
13. Sur la corde raide (Lie White Me)

### Deuxième saison (2009)
1. Un moment parfait (Hello America)
2. La Patrie reconnaissante (Last American Casualty)
3. Les Nuits de Bombay (The Projectionist)
4. Dernière Tournée (Does Everybody Have a Drink?)
5. Vices-Versa (Split Ends)
6. Pile ou Face (The Things We Didn't Plan)
7. Cœurs brisés (An Ordinary Man)
8. Jeunesses perdues (The Turtle and the Butterfly)
9. Au bout de la douleur (The Path of Least Resistance)
10. L'Oiseau de feu (Cinderella)
11. Un autre combat (Standing Eight)
12. Le Chemin du serpent (Crossing The Threshold)
13. La Fin du Voyage (Trick Candles)

## Commentaires
- Cette série est inspirée de l'histoire vraie d'un homme[3].

- La première et la deuxième saison de la série ont vu la participation de nombreux acteurs et actrices venus jouer en guest-star[4], notamment, Whoopi Goldberg qui a fait son grand retour et qui a un rôle récurrent dans la seconde saison[5].

- La première saison, avec ses 13 épisodes, a été diffusée du 15 juillet 2008 au 14 octobre 2008.

- La deuxième saison, également composée de 13 épisodes, a été diffusée du 23 juin 2009 au 15 septembre 2009 sur la chaîne câblée américaine A&E

- Le 26 septembre 2009, cette même chaîne a annulé la série[6].